# Народная музыка славян
Народная музыка славян (Славянская народная музыка) — музыкально-поэтическое творчество славянских народов, неотъемлемая часть народного творчества, передаваемого из поколения в поколение, одна из важнейших составляющих народной духовной культуры славянских народов.
Народная музыка у славян включает в себя ритмически и звуковысотно (мелодически и многоголосно) организованные музыкально-фольклорные тексты. Она обслуживает обрядовую, хозяйственно-трудовую, праздничную и досуговую сферы и осмысляется как средство магического воздействия на людей, природные и потусторонние силы.

## Создание и хранение
Все функционирующие в данной культуре музыкально-фольклорные тексты хранятся в коллективной памяти носителей традиции и передаются из поколения в поколение устным путём. Большинство произведений народной музыки имеет синтетический характер, рождаясь на пересечении разных видов искусства: музыки и поэзии, музыки и хореографии, музыки, поэзии и хореографии, которые выступают всегда как самостоятельные структуры, образующие разнообразные формы координации.

## Структура и организация мелодий
Для вокальных жанров музыкального фольклора основополагающим является ритм произнесения слова в пении. Во всех славянских традициях преобладающими являются стих силлабической структуры и отвечающие ему цезурированные музыкальные формы. Исключение составляет севернорусская традиция, где распространение получили тонический стих и связанные с ним равномерно и неравномерно сегментированные музыкальные формы.
Звуковысотная организация ранних славянских мелодий характеризуется узкообъёмными (диатоническими и ангемитонными) ладовыми конструкциями, звуковой объём которых не превышает квинты. В более поздних музыкальных жанрах встречаются и широкообъёмные звуковысотные системы.
Славяне имеют развитые формы многоголосия, включающие в себя: а) гетерофонию или функциональное одноголосие, при котором отклонения от основной мелодической линии при ансамблевом исполнении незначительны; б) бурдонную диафонию, где одна (иногда две) голосовая партия представляет собой бурдон, а другая, чаще всего в виде гетерофонного пучка голосов, ведёт основной напев; в) функциональное двухголосие, где главная мелодия звучит у «басов», а над ними «парит» верхний голос, нередко в виде сольного подголоска («подводки», «горяка», «дишканта» и т. п.). Изредка встречается и функциональное трёхголосие.
Тембр, определяемый способом звукоизвлечения, высотой, громкостью и интенсивностью звучания, особенно важен при исполнении обрядовых песен, несущих в себе магическую силу, о чём свидетельствуют существующие в некоторых славянских традициях запреты на тембр (например, весенние заклички поются до Благовещенья тихо и в доме, а после Благовещенья громко и на открытом воздухе; духовные стихи у гроба в доме тихо, а во время календарных поминок на кладбище громко и т. п.). Тембровые характеристики не универсальны, они имеют ярко выраженную локальную специфику.

## Вокальные жанры
Вокальные жанры народной музыки делятся на приуроченные (к определённому времени, сезону, календарному или сонному обряду, событию) и неприуроченные. Календарные песни, обслуживающие обряды годового круга, относятся к наиболее раннему пласту музыкального фольклора.
Песни семейных обрядов (крестины, свадьба и похороны) сформировались, по-видимому, позднее календарных; они имеют более обширные ареалы бытования. Песни исполняемые при крещении ребёнка, известны в основном на севере белорусской этнической территории. Свадебные песни распространены повсеместно; они оформляют две основные линии ритуала: инициационную, связанную со сменой социального статуса брачующихся, и линию контактов двух родов.
Один из древнейших жанров — плачи: похоронные (самые древние), свадебные (в некоторых традициях имеющие собственные напевы, а на Русском Севере представленные уникальной формой групповых голошений), рекрутские (при проводах в армию) к бытовые (по случаю какого-либо несчастья, например пожара). Рекрутские и бытовые, не имея собственных музыкальных форм, интонируются на напевы похоронных. От песен плачи отличает импровизационный характер поэтических текстов, специфический тип плачевого интонирования, в котором огромную роль играют речевые возгласы и рыдания. Известны летописные свидетельства о существовании мужских погребальных плачей. Современная же традиция является исключительно женской и включает в себя несколько разновидностей причитаний, См. Голошение.
Детский фольклор включает произведения, обращенные к детям (колыбельные, пестушки, потешки, прибаутки, загадки, сказки с песнями) и собственно детский фольклор (считалки, дразнилки, скороговорки). Музыкально-ритмический и мелодический склад этих песен предельно прост: напев рифмованного стиха образован рядом схожих попевок в узком объёме. Колыбельные песни обнаруживают стилистическое сходство с обрядовыми жанрами музыкального фольклора, в первую очередь с плачами (ср. известные на Русском Севере смертные байки). Детские потешки или пестушки часто распеваются на напевы плясовых песен и наигрышей.
К музыкальному эпосу относятся русские старины, или былины, распространенные только на Русском Севере, у украинцев — думы, у южных славян — юнацкие песни. Характерные для этих жанров эпические сюжеты распеваются преимущественно сольно на напевы декламационно-сказового характера, иногда в сопровождении музыкального инструмента (лиры у украинцев, гуслей — у южных славян).
К неприуроченным жанрам принадлежат также лирические (включая и рус. протяжные) песни, сформировавшиеся как жанр значительно позже обрядовых. Наряду с поэтикой словесных текстов об этом свидетельствуют и особенности музыкальной формы, ритмически, мелодически и многоголосно гораздо более сложной. Среди лирических песен выделяются два стилевых пласта: традиционный и поздний, городского происхождения.
Песни, связанные с движением, представлены у славян рядом жанров и образуют специальный раздел музыкального фольклора. К числу приуроченных относятся хороводные (карагод, танки, хоро, коло), которым приписывались магические функции, в том числе продуцирующая способность (ср. русские «хороводы водили, чтобы лён долгий родился, чтобы жито росло»). У южных славян известны хороводы (коло, хоро) в составе обрядов жизненного цикла человека (ср.: коло, движущееся против солнца, называется мртвачко).
У русских хороводы обслуживают также зимние и весенние молодёжные собрания, связанные с выбором пары. В некоторых восточно-славянских традициях (в Полесье и на Русском Севере) хороводы обнаруживают тенденцию к циклизации и прикрепляются к важнейшим общинным (престольным или календарным) праздникам (ср. «метища» на Пинеге, «петровщины» на Мезени, «горка» на Печоре, «стрела» в Полесье и т. п.).
Большое место в традиционном быту занимают плясовые песни, у русских связанные с двумя видами хореографии: аутентичной и заимствованной. Традиционные формы пляски более всего развиты на юге русской этнической территории, где имеют специальные названия: пляска в две, три, четыре ноги и так называемый пересек, образующийся путём одновременного сочетания разных ритмических рисунков, выбиваемых ногами. Существуют традиционные способы обучения пляске при помощи многократно повторяемых ритмизованных словесных клише (например: «Вилы, грабли, три цепа, цепа, цепа», «Поросята полосаты» и т. п.). У восточных славян широко распространены плясовые песни, сопровождающие кадрили, ланцы, польки, краковяки и др., то есть танцы, заимствованные из Европы, но обогащенные традиционной плясовой «лексикой».
Особый жанр составляют трудовые артельные припевки. Они служат для координации коллективных усилий во время трудового процесса и по сути дела представляют собой интонационно оформленные командные возгласы (самые известные из них — русские «Дубинушка» и «Эй, ухнем!»).
Позднейший жанр народного музыкального творчества — русская частушка. С конца XIX века он выдвигается в качестве одного из ведущих, бытует преимущественно в молодёжной среде. Частушки представляют собой вокально-инструментальный жанр, основанный на творческом состязании исполнителей, которые часто импровизировали тексты на злобу дня.

## Инструментальная музыка
Инструментальная музыка по сравнению с вокальной занимает более скромное место в народной музыкальной культуре. Вместе с тем известный у славян инструментарий достаточно разнообразен и включает в себя духовые, струнные и ударные инструменты. В русской народной культуре часто в качестве музыкальных инструментов используются предметы быта (такие как коса, рубель, гребень, пила, печная заслонка, самоварная труба и пр.) и природные объекты: береста, древесный и травяной лист, рыбья чешуя и т. п.
В славянских традициях на музыкальных инструментах играют в основном мужчины, хотя у русских известны и чисто женские инструменты, к которым относятся кугиклы (флейты Пана) и трещотки.